# 110-kV-Leitung Lauchhammer–Riesa
Die 110-kV-Leitung Lauchhammer–Riesa war eine von 1910 bis 1911 durch die Eisen- und Stahlwerke A.G. Lauchhammer gebaute und betriebene, zweikreisige Hochspannungs-Drehstromfreileitung und die erste Hochspannungsleitung mit einer Betriebsspannung von über 100 kV in Europa. Sie führte über eine Strecke von 53 km vom Kraftwerk Lauchhammer zur Schaltanlage Gröditz und von dort weiter zur Schaltanlage Riesa. Vorrangig diente sie der Versorgung der Stahlwerke in Gröditz und Riesa mit elektrischer Energie. Eine zweite Funktion erhielt sie mit dem gleichzeitigen Aufbau einer 60-kV-Ringleitung durch den Elektrizitätsverband Gröba, der somit über das Kraftwerk Lauchhammer ebenfalls Strom bezog. Erstmals ging das Leitungssystem am 24. Januar 1912 in Betrieb.
Bis zum Ende des Zweiten Weltkriegs war die Leitung auf ihrer vollen Länge in Betrieb, danach lediglich in einzelnen Abschnitten und teilweise als Bestandteil des Mittelspannungsnetzes. Der letzte noch bestehende Abschnitt auf Originalmasten bei Lauchhammer wurde 1995 abgebaut.

## Geschichte

### Planung
Erste Versuche zur Energieübertragung mit Dreiphasenwechselstrom (Drehstrom) fanden um die Jahrhundertwende statt. Im Zuge der Internationalen Elektrotechnischen Ausstellung 1891 in Frankfurt am Main wurde unter Oskar von Miller und Michail Ossipowitsch Doliwo-Dobrowolski erstmals eine Drehstrom-Fernübertragung über eine Distanz von 176 km von einem Laufwasserkraftwerk am Neckar bei Lauffen bis nach Frankfurt am Main hergestellt. Dies markierte den Beginn der heutigen Energieversorgungsnetze. Um das Jahr 1900 wurde hierbei üblicherweise mit Spannungen bis 5 kV gearbeitet, 1910 mit bis zu 20 kV, später 60 kV. In Berlin-Pankow wurde schließlich 1906 unter der Leitung von Robert M Frieze die erste, kurzlebige Testleitung für über 100 kV gebaut.
Inspiriert durch den Besuch der Ausstellung plante der Generaldirektor der Eisen- und Stahlwerke A.G. Lauchhammer (AG Lauchhammer), Joseph Hallbauer, die Versorgung seiner Stahlwerke mit elektrischer Energie aus Braunkohle aus dem nahegelegenen Lausitzer Revier. Aufgrund hoher Produktionskosten befand sich das Werk in einer wirtschaftlichen Krise, nicht zuletzt aufgrund des teuren Briketttransports per Bahn – die vier räumlich voneinander getrennten Werke wurden zentral von Lauchhammer aus mit Material zur Verfeuerung versorgt. Hallbauers Idee war es, die Werke vom Werk in Lauchhammer aus zentral mit elektrischer Energie zu versorgen, die an den jeweiligen Werksstandorten umgewandelt werden kann. Mit der seit 1887 an den Standorten vorhandenen Gleichstromversorgung wäre dies nicht möglich gewesen.
Da die Amtshauptmannschaften den Bau einer Leitung für „fremde Energie“ nicht zulassen wollten, verpflichtete sich die AG Lauchhammer, die umliegenden Gemeinden zu einem günstigen Preis mit Strom aus Lauchhammer zu beliefern. Vereinbart wurde zunächst ein Lieferumfang von 12 MW elektrischer Leistung. Die Amtshauptmannschaften Großenhain, Meißen und Oschatz beschlossen daraufhin, gemeinsam eine Elektrizitätsversorgung aufzubauen. Zum 29. Dezember 1909 gründete sich der Elektrizitätsverband Gröba (EV Gröba) benannt nach dem Rittergut Gröba in Riesa, dem Verwaltungssitz des Verbandes. Die AG Lauchhammer schloss im Zuge dessen mit dem EV Gröba einen Stromlieferungsvertrag über 40 Jahre ab.
Da der EV Gröba seine Energieversorgung in Form eines Leitungsrings mit 60 kV Spannung ausführen wollte, plante die AG Lauchhammer für ihre Verbindung eine andere Spannungsebene ein. Jedoch existierten in Europa bis dato noch keinerlei Erfahrungen mit Betriebsspannungen oberhalb von 60 kV. Im Januar 1910 unternahm der neue Vorstand der AG Lauchhammer, bestehend aus Emil Gottfried Fischinger und Kurt Krumbiegel eine Studienreise in die USA zu den weltweit ersten Übertragungsleitungen mit Spannungen von über 110 kV im Bundesstaat Kalifornien. Besichtigt wurde die 1909 in Betrieb genommene, 265 km lange 110-kV-Anlage der Great Western Power Co. Da Fischinger anfangs noch Vorbehalte bezüglich den Empfehlungen aus den USA hatte, plante er zunächst doch mit 60 oder 65 kV. Nach Beratung mit Wilhelm Kübler von der Technischen Hochschule Dresden, gleichzeitig auch technischer Berater des EV Gröba, legte man sich schließlich auf die Spannungsebene von 110 kV fest: Man ging von einer geforderten zu übertragenden Gesamtleistung von 20 MW aus, die weiter ans Ringleistungsnetz des EV Gröba und die Stahlwerke Gröditz bzw. Riesa geliefert werden sollte. Durch die Umspannung von der höheren in die niedrige Spannungsebene konnte die AG Lauchhammer aufgrund der galvanischen Trennung im Transformator ihre Leitung unabhängig von den Vorgaben des EV Gröba entwerfen, anders als bei der Einspeisung auf derselben Spannungsebene von 60 kV.

### Bau

Für die Leitung verwendete Masten

Beschlossen wurde der Bau einer „Doppelleitung auf einer Mastenreihe“. Nach langer Diskussion, etwa über das verwendete Material der Leiterseile (geringer durchhängendes Kupfer vs. billigeres und leichteres Aluminium), einigte man sich auf die Planungsparameter der Leitung:
- Spannweite 150–200 m
- Masthöhe 15–20 m
- Leiterabstand 178 cm
- Systemabstand mindestens 200 cm
- Leiterseil 42 mm² Kupfer, 7 Einzeldrähte
- Erdseil 50 mm²

Seitens der Reichspost, der Staatsstraßenbehörde und der Königlich Sächsischen Staatseisenbahnen gab es anfangs massive Bedenken hinsichtlich Betriebssicherheit. Die Auflagen der zahlreichen Behörden trieben die Baukosten in die Höhe. Eine Bauauflage war etwa die Errichtung von Schutzbrücken bei der Überspannung von Straßen und Bahnlinien. Außerdem wurden an allen Masten Fangbügel unterhalb der Traversen montiert, um im Falle eines Isolatorbruchs das Leiterseil auffangen zu können. Die Bauaufträge wurden hauptsächlich an führende Unternehmen in ihrem Bereich vergeben, nicht zuletzt wegen des erhofften Prestiges. Die reinen Anlagekosten für eine 110-kV-Leitung gestalteten sich letztlich nicht höher als bei einer 60-kV-Leitung. Weitere technische Neuerungen neben dem Betrieb auf der bisher höchsten erreichten Übertragungsspannung war die Verlegung zweier Systeme auf denselben Masten und die Verwendung von Betonfundamenten.
Folgende Unternehmen waren am Leitungsbau beteiligt:
- Masten: Lauchhammerwerk
- Isolatoren: Porzellanfabrik Hermsdorf, Zweigniederlassung Freiberg; Porzellanfabrik Philipp Rosenthal & Co., Selb
- Leiterseile: Sächsische Kupfer- und Messingwerke, Kupferhammer-Grünthal

Die Streckenführung wurde hauptsächlich entlang des Damms der Schwarzen Elster und des Floßkanals festgelegt. Von der 53 km langen Strecke sollten 18 km im Königreich Sachsen liegen, der Rest in der preußischen Provinz Brandenburg. Die Bauarbeiten für die ersten Anlagen begannen bereits Ende 1909. Der erste aufgestellte Mast war Mast 1 am nördlichen Ende der Leitung in Lauchhammer. Insgesamt wurden 340 Masten aufgestellt, davon waren 35 Abspannmasten. An diesen fand gleichzeitig ein Wechsel der Phasenanordnung eines Systems statt (Verdrillung), um Induktionsspannungen auf dem benachbarten System zu vermeiden. Der Professor Richard Ulbricht von der Königlich Sächsischen Technischen Hochschule Dresden entwickelte hierfür die sogenannte β-Verdrillung, bei der von einem System acht Mal und vom anderen zwei Mal die Anordnungen der Phasen vertauscht werden.

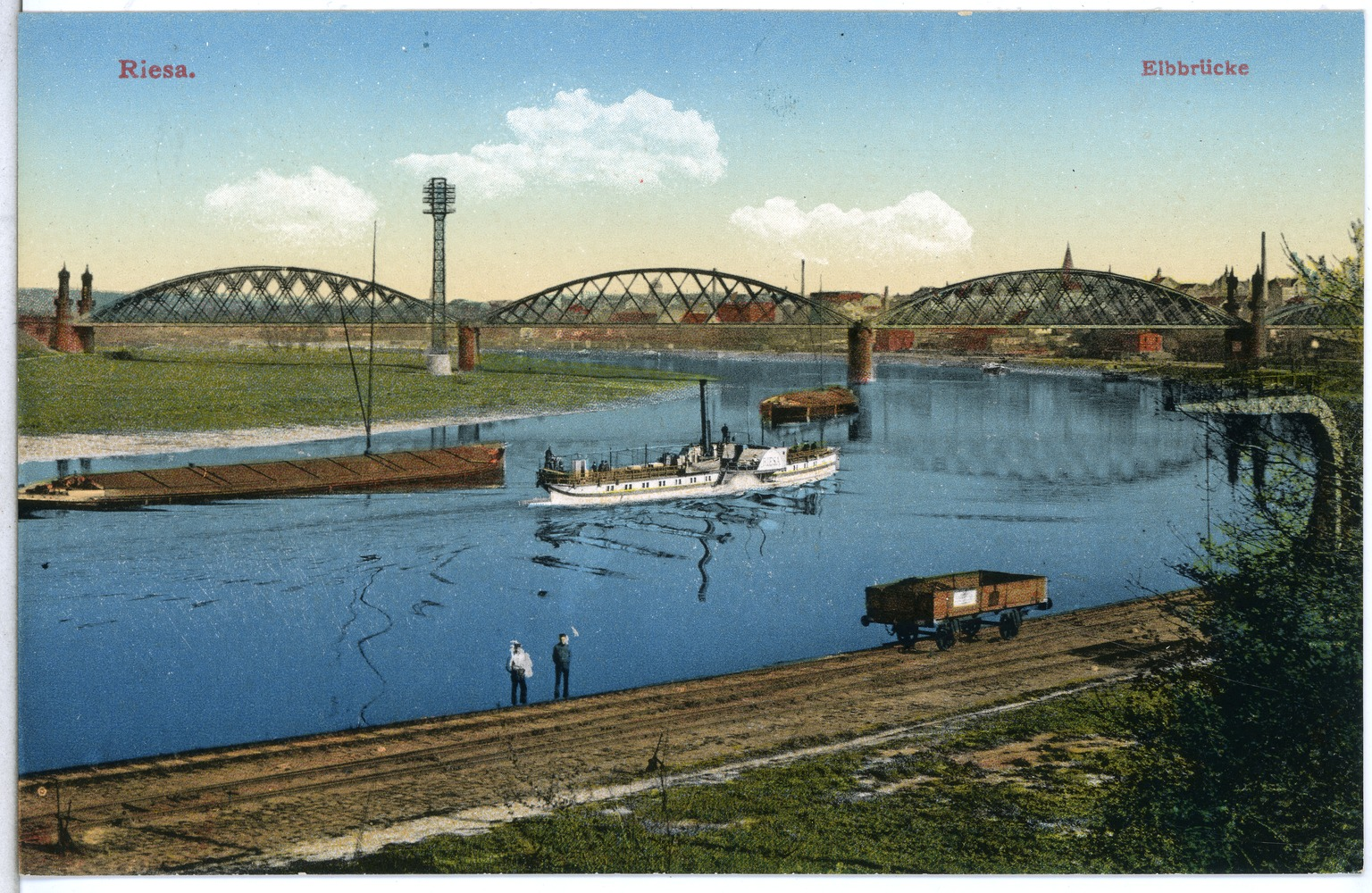
Die Masten der Elbekreuzung wurden auch auf Postkarten festgehalten

Eine Herausforderung war die Kreuzung der Elbe kurz vor dem Ende der Leitung in Riesa. Um die geforderte Durchfahrtshöhe für Binnenschiffe zu gewährleisten, baute man die Kreuzung parallel zur Eisenbahnbrücke. Die Masten an den beiden Ufern waren 37 und 43 m hoch, die Spannweite der Flusskreuzung betrug 272 m. Hierfür wurden verstärkte Masten gebaut, die sich von denen auf dem Rest der Strecke unterschieden. Die Leiterseile hatten einen Durchmesser von 70 mm², wodurch eine fünffache Bruchsicherheit bei Schnee- und Eislast bestand.
Für Tragmasten wurden Isolatoren in Form einer 5-elementigen Hängeisolatorenkette verwendet, Abspannmasten hatten Isolatoren aus 6 bis 7 Elementen bestehend. Die größer dimensionierten Masten der Elbekreuzung hatten doppelte Isolatorketten.
Die Inbetriebnahme, zunächst für November 1911 geplant, folgte am 24. Januar 1912 für beide Teilstrecken Lauchhammer – Gröditz und Gröditz – Riesa. Gleichzeitig mit der 110-kV-Leitung begann auch de EV Gröba mit der Realisierung ihrer Ringleitung und 5 Umspannwerken, die im Juli 1913 fertiggestellt wurden. Dieses Leitungssystem bestand auf einkreisigen 60-kV-Leitungen mit einer Gesamtlänge von 120 km. Das Rittergut Gröba wurde zur Firmenzentrale umgebaut, mit Umspannwerk in unmittelbarer Nähe.

### Betrieb

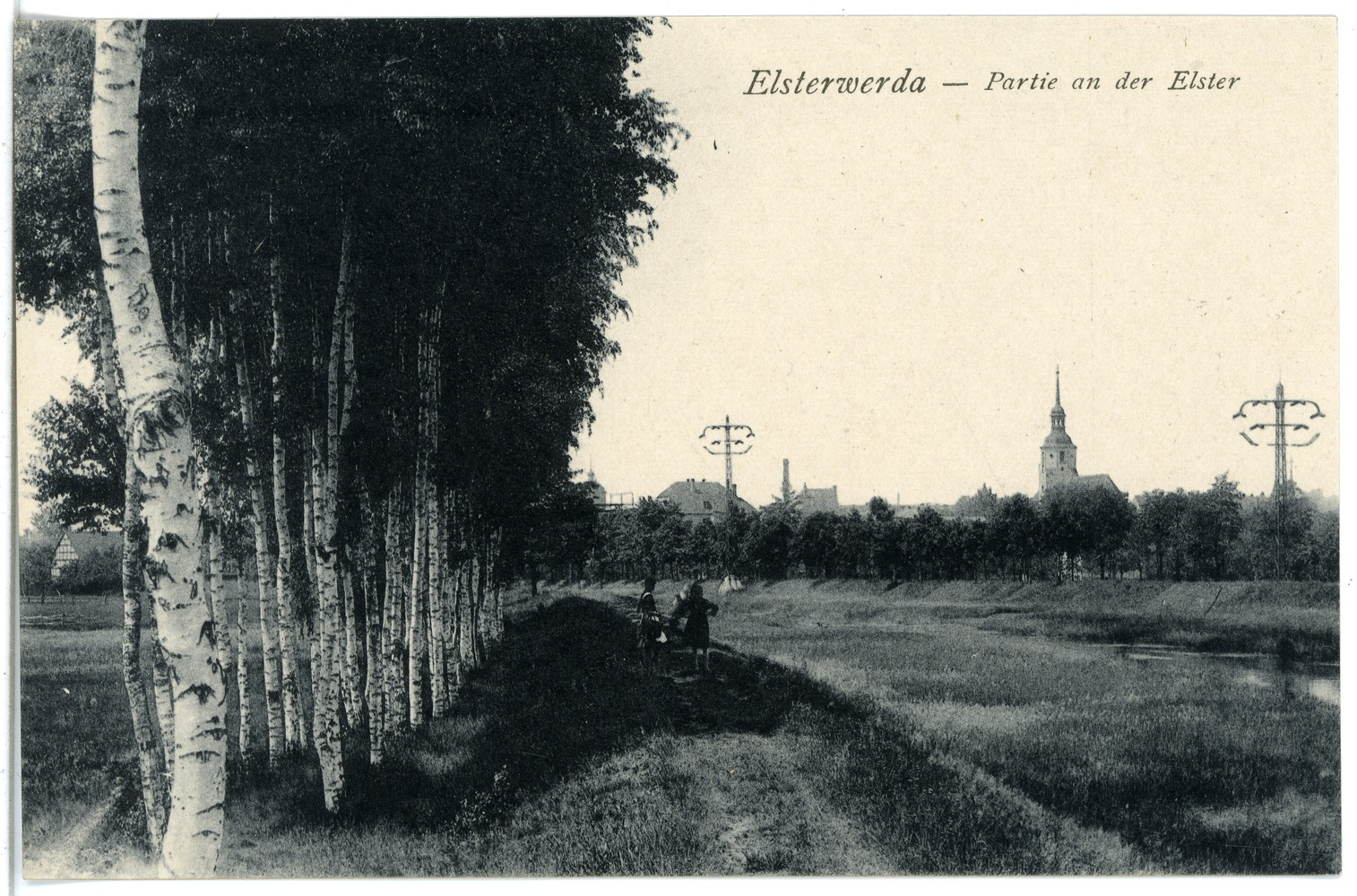
Leitungsverlauf an der Schwarzen Elster bei Elsterwerda, Postkarte von 1918

Die Erfahrungen des ersten Betriebsjahres wurden von Krumbiegel in einem Artikel der Zeitschrift des VDI vom 16. August 1913 zusammengefasst: In der Anfangszeit kam es häufig zu Erdschlüssen, die durch auf den Leitungsfangbügeln sitzenden Mäusebussarden verursacht wurden, wenn diese gleichzeitig mit einem der Leiterseile in Berührung kamen. Dadurch kam es im Kraftwerk Lauchhammer vereinzelt zu Stromströßen, was zur Auslösung der dortigen Ölschalter führte. Im Laufe der Zeit vermieden die Mäusebussarde das Anfliegen der Masten und damit auch der Erdschlüsse, es wurde von einem „Lerneffekt“ der Tiere gesprochen. Zwei Jahre später, im Mai 1915, argumentierte Krumbiegel in einem weiteren Artikel daher, beim Bau neuer 110-kV-Leitungen zukünftig auf diese Bügel zu verzichten, zumal auch die Ingenieure in den USA davor warnten.
Im Betriebsjahr 1913 betrug der Bezug der Werke Gröditz und Riesa 25 Mio. kWh, von denen im Umspannwerk Gröditz an die Systeme nach Gröba und Liebenwerda jeweils 5 Mio. kWh abgegeben wurde.
Der Leitungsbetrieb bewährte sich im Laufe der Zeit auch bei extremen Wetterereignissen: Im Winter 1925/26 kam es zur Raureifbildung auf den Leiterseilen bei Temperaturen unterhalb von −20 °C. Das Hochwasser an der Schwarzen Elster im Jahr 1927 führte zur teilweisen Überflutung einzelner Maststandorte. Letztlich wurde selbst während des Zweiten Weltkriegs die Stromversorgung nicht unterbrochen.

### Spätere Entwicklungen
Der Freistaat Sachsen selbst stieg 1923 mit Gründung der Aktiengesellschaft Sächsische Werke (ASW) in die Elektrizitätserzeugung und -versorgung ein. Von den Kraftwerken Böhlen und Hirschfelde aus entstand im Laufe der 1920er Jahre ein Netz an 110-kV-Leitungen. Die 60-kV-Ringleitung des EV Gröba wurde im 1928 im Umspannwerk Etzdorf an die 110-kV-Sammelschiene der ASW angeschlossen. Von der Leitung Niederwartha–Lautawerk entstand über Großenhain eine Koppelleitung zum Umspannwerk Gröditz, womit nun ein Strombezug der Stahlwerke über das 1930 in Betrieb genommene Pumpspeicherkraftwerk Niederwartha möglich wurde.
Ab 1929 stellte das Spitzenlastkraftwerk Plessa zusätzliche Leistung für die örtlichen Industriebetriebe bereit. Obwohl das Kraftwerk unmittelbar an der 110-kV-Leitungsstrecke lag, speiste es über das Umspannwerk Gröditz in das 60-kV-Netz des EV Gröba ein. Hintergrund war, dass der EV Gröba unabhängiger vom Fremdstrombezug werden wollte und der Bau eigener Kraftwerke in Sachsen aufgrund eines Monopols der ASW nicht möglich war, weshalb nach Brandenburg ausgewichen wurde.
1939 baute die ASW gemeinsam mit der Mitteldeutsche Stahlwerke AG, zu der die AG Lauchhammer mittlerweile gehörte, eine zweite 110-kV-Leitung zwischen Lauchhammer und Gröditz mit Leitungseinschleifung zum Chemowerk Mückenberg der Wacker Chemie AG. Im November 1944 wurde außerdem eine 110-kV-Einfachleitung vom Kraftwerk Lauchhammer zum Kraftwerk Wilhelminensglück in Klettwitz in Betrieb genommen.

### Ende des Leitungsbetriebs
Am Ende des Zweiten Weltkriegs kam es erstmals zum Ausfall der Leitung, nachdem ein sowjetischer Panzer einen der Masten umgefahren hatte. Nach Kriegsende wurden Teile der Leitung unter der sowjetischen Militärregierung außer Betrieb genommen. Lediglich der Abschnitt zwischen Gröditz und Riesa wurde weiterhin mit einem 110-kV-Stromkreis betrieben, der nördliche Teil bei Lauchhammer wurde als Teil des Mittelspannungsnetzes mit 6 kV Spannung weiter genutzt.
Im Jahr 1964 kam es zu einer Umstrukturierung im Hochspannungsnetz um Riesa, als das neue 220-/110-kV-Umspannwerk Streumen errichtet wurde und die Region damit ans Höchstspannungsnetz angebunden wurde. Da vom Umspannwerk Streumen nach Riesa eine moderne, zweikreisige 110-kV-Leitung gebaut wurde, war die bestehende Leitung von 1912 nun entbehrlich. Die Strecke Gröditz–Riesa wurde am 5. September 1964 außer Betrieb genommen und die Leitung anschließend demontiert. Erhalten blieb zunächst lediglich der südliche Kreuzungsmast der Elbüberspannung (Mast 338), der erst im Frühjahr 1976 entfernt wurde.

## Demontage und Überbleibsel

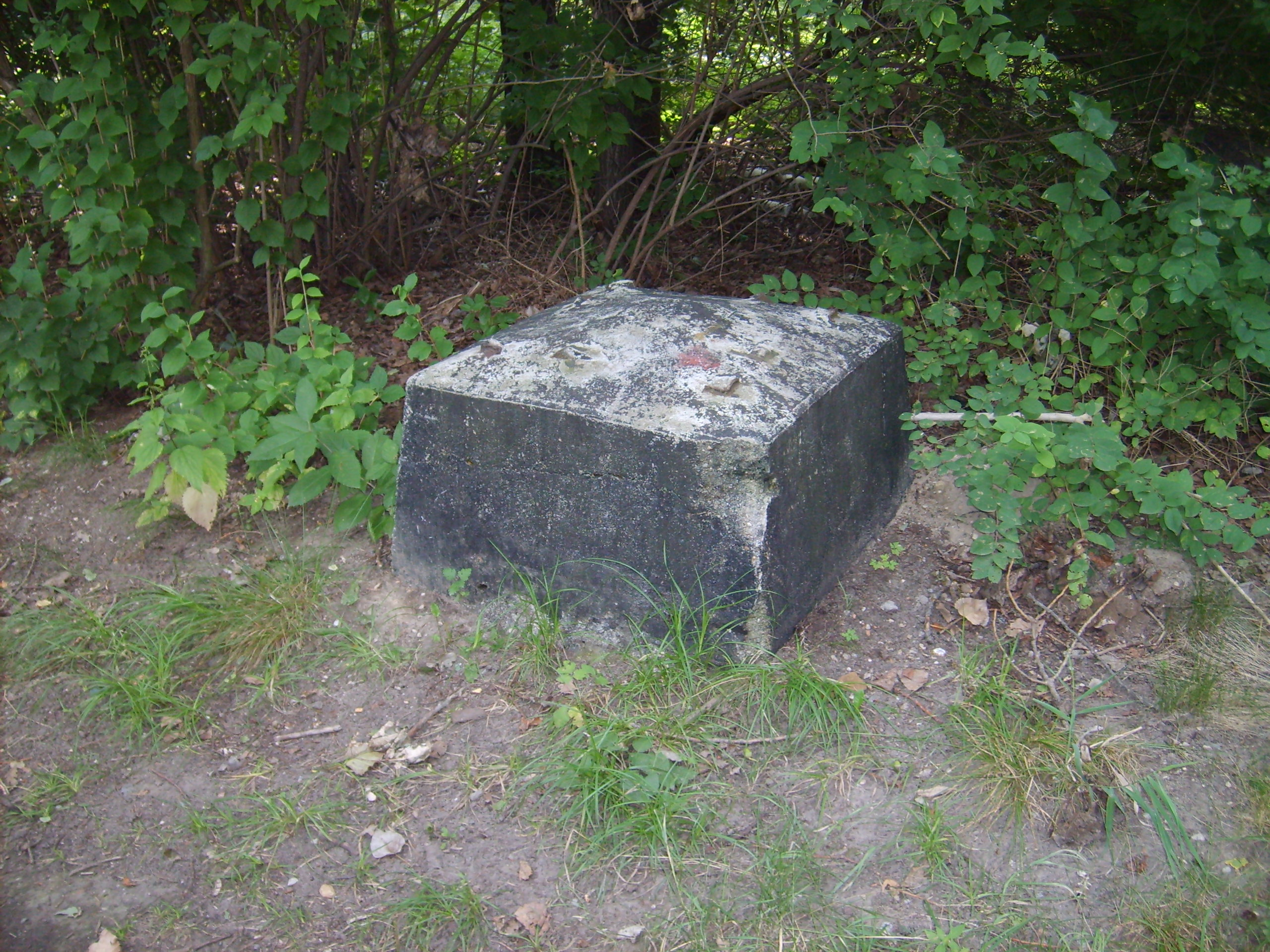
Fundament bei Prösen

Der Abschnitt vom Kraftwerk Lauchhammer zum Wasserwerk Lauchhammer-Süd war noch bis nach der politischen Wende 1989 bzw. der Wiedervereinigung 1990 in Betrieb. Zwar war die Leitung nur noch Teil des 6-kV-Mittelspannugnsnetzes der Energieversorgung Spree-Schwarze Elster AG (ESSAG), war allerdings nach wie vor auf den Masten aus dem Jahr 1911 verlegt. Am 26. Oktober 1995 wurde dieses letzte Teilstück stillgelegt und im Anschluss bis zum 10. Januar 1996 demontiert.
Einige der Masten sind an folgenden Orten zu finden:
- Cottbus: Ein Tragmast der Leitung steht auf dem Hauptcampus der Brandenburgischen Technischen Universität Cottbus, direkt neben den Sportplätzen in der Walther-Pauer-Straße. Dieser Mast wurde beim Abbau des letzten Teilstücks 1995 in Lauchhammer von der ESSAG saniert und am 13. Juni 1996 der Universität übergeben. Er ist als Baudenkmal in der Denkmalliste des Landes Brandenburg eingetragen.
- Osterath: Auf dem Gelände der Elektrothek, einer musealen hochspannungstechnischen Ausstellung auf dem Gelände der Umspannanlage Osterath, steht ein weiterer Tragmast der Leitung
- Lauchhammer: An der Bahnhofstraße in Lauchhammer-Ost, am historischen Standort des ehemaligen Kraftwerks, wurde durch den Traditionsverein Braunkohle Lauchhammer e. V. ein Mast samt Schaltanlage zu einem technischen Denkmalensemble aufgestellt. Eine Schautafel mit dem Titel „Die erste 110-kV-Kraftübertragungsanlage Europas“ informiert vor Ort über das Projekt. Bei dem Masten handelt es sich nicht um ein Original, sondern um einen Nachbau.[10]
- Im Deutschen Museum in München befindet sich ein Modell eines für diese Leitung verwendeten Freileitungsmasten.

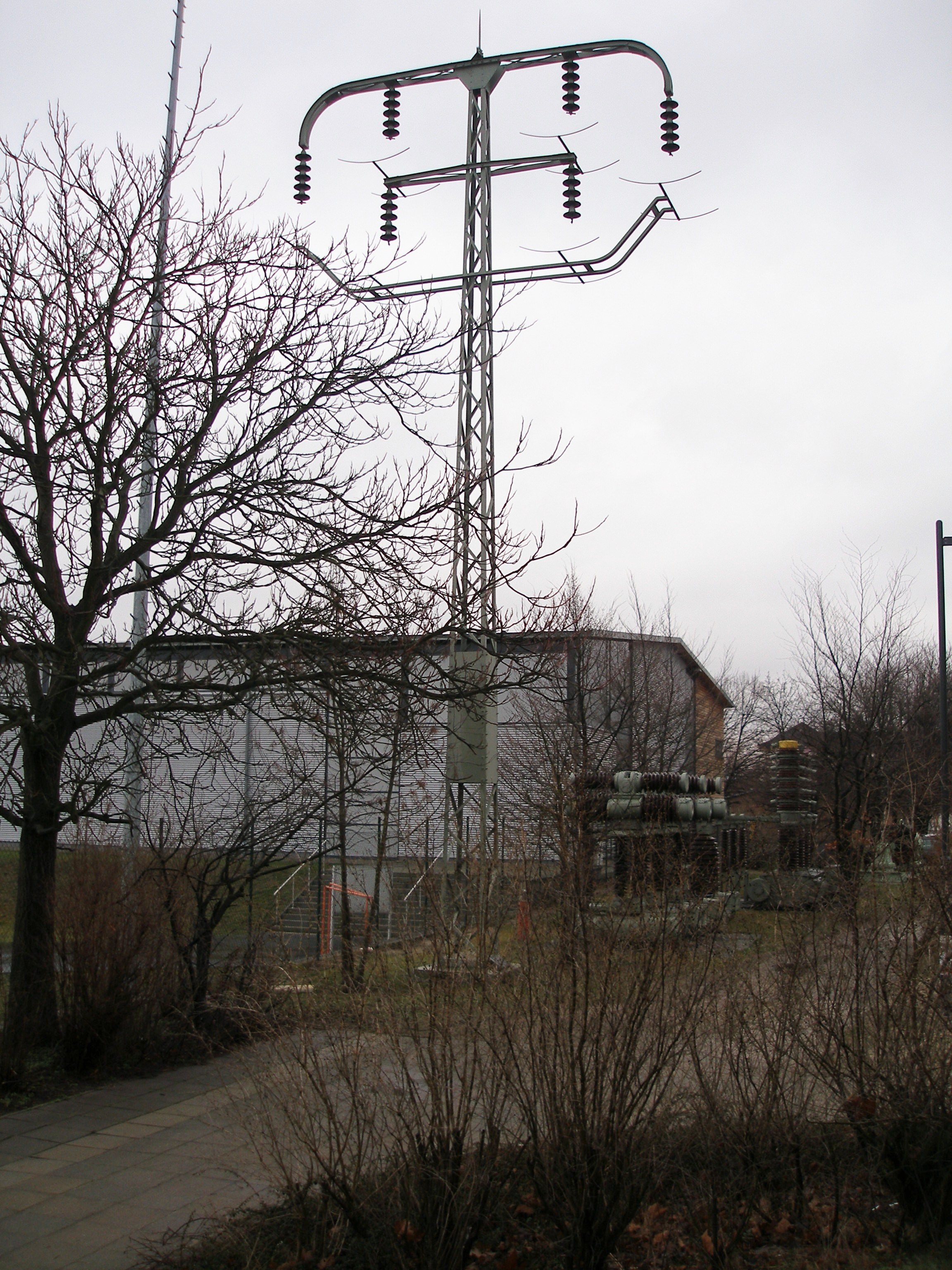
Denkmalgeschützter Mast an der BTU Cottbus
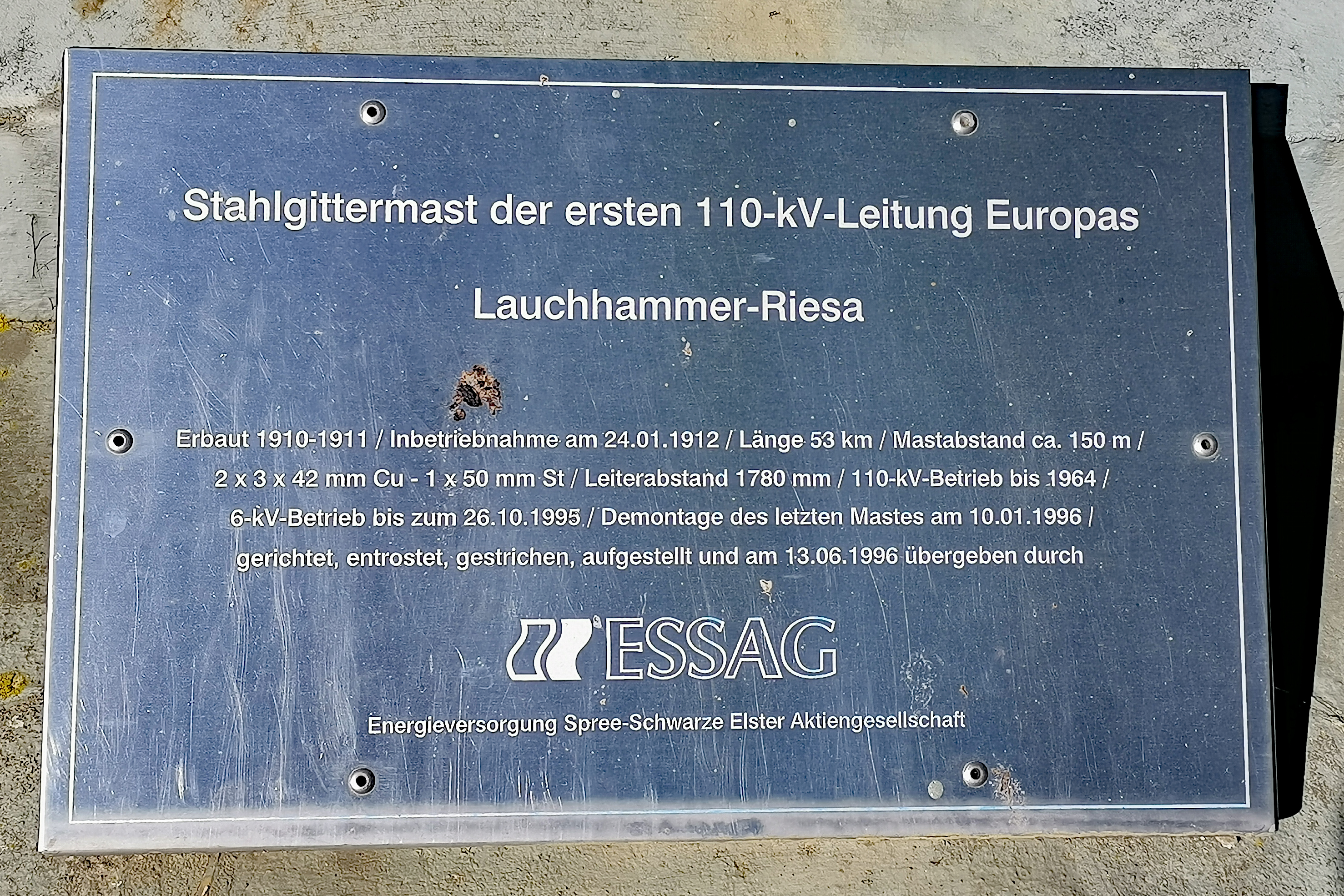
Informationstafel am Mast an der BTU
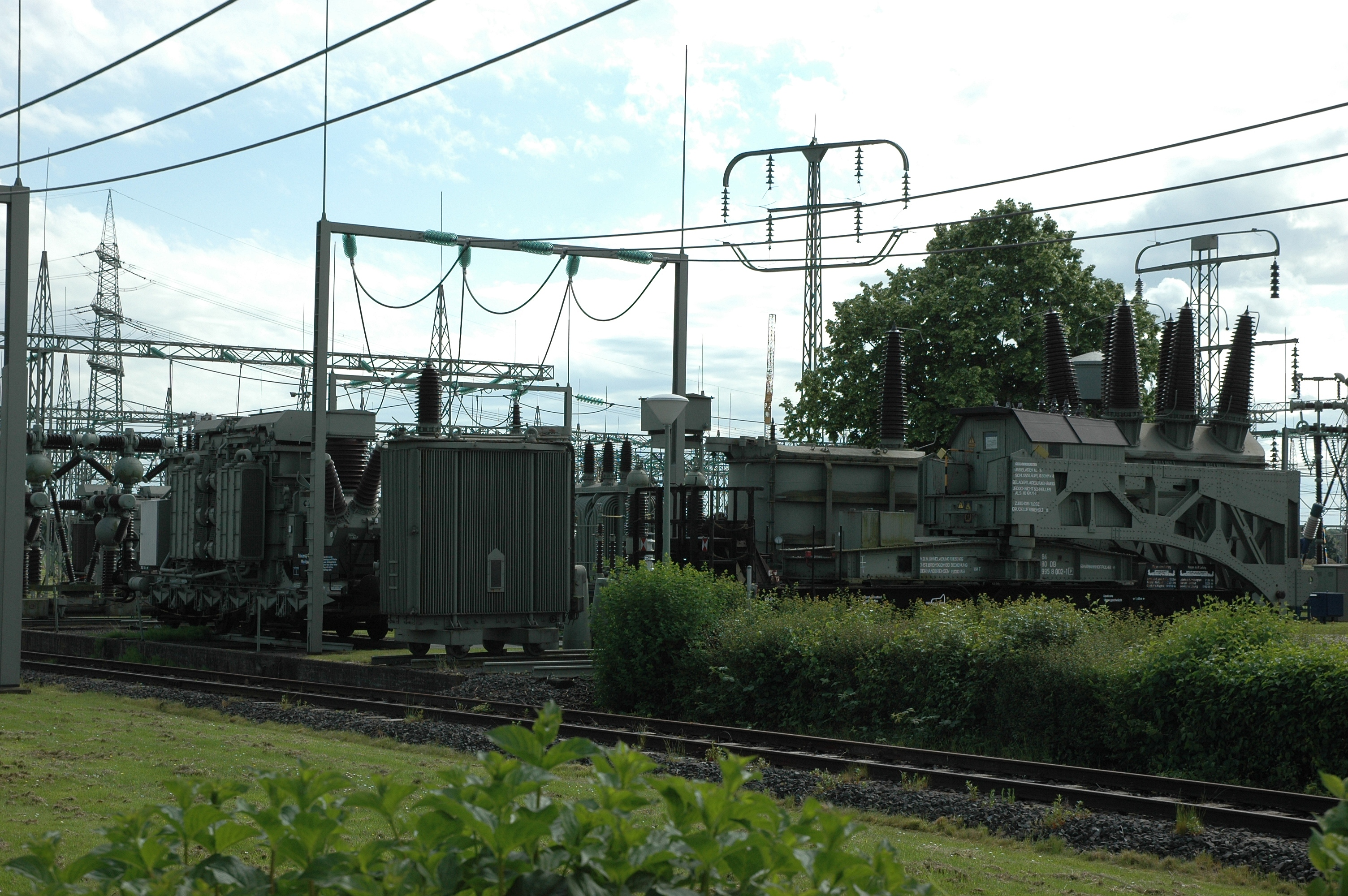
Tragmast als Ausstellungsstück der Elektrothek Osterath
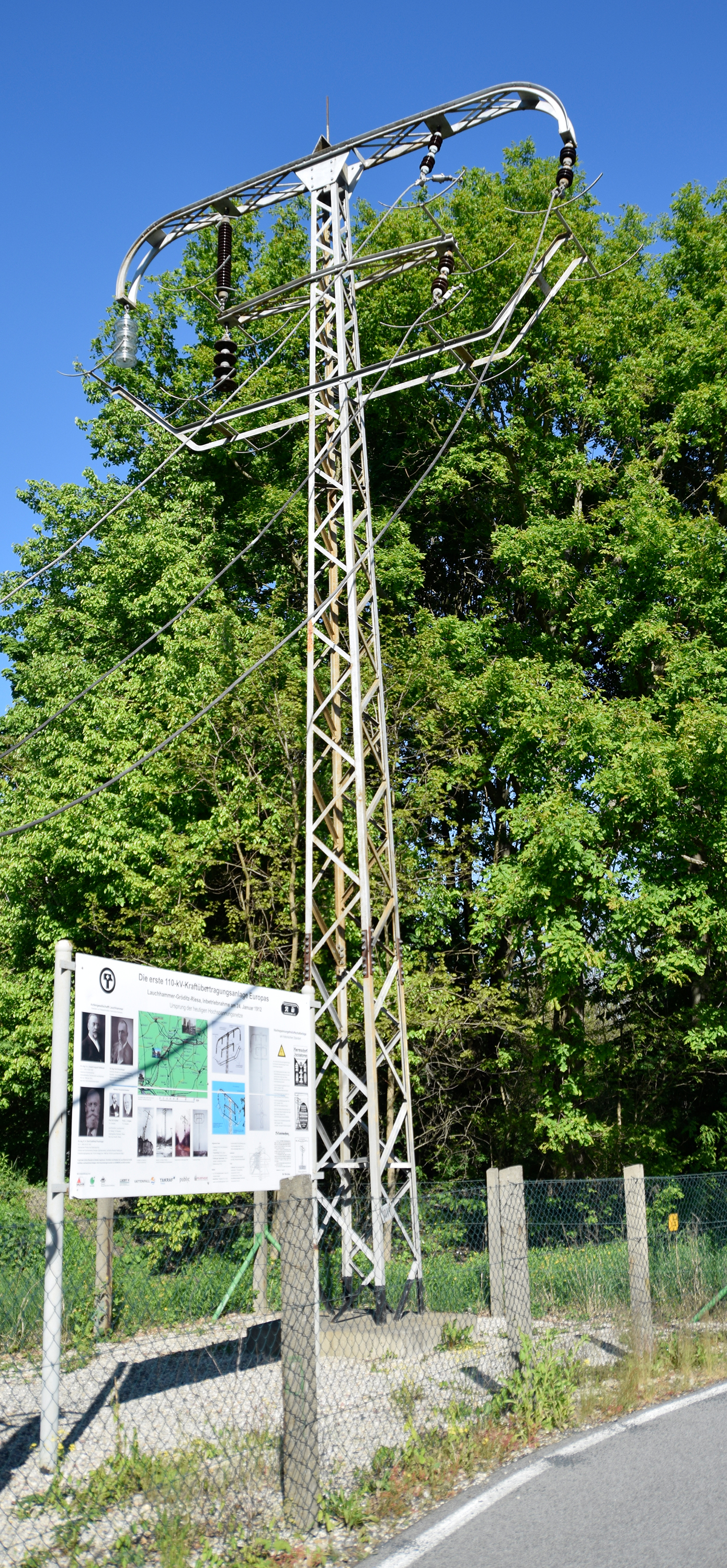
Tragmast in Lauchhammer-Ost

Am Flutkanal in Prösen ist darüber hinaus noch ein Betonfundament eines der hier nach 1945 demontierten Freileitungsmasten zu finden.